# Eduard Nebelthau
Johann Christof Eduard Nebelthau (* 21. August 1902 in Halle (Saale); † 21. Juni 1971 in Dornbirn in Österreich) war ein deutscher Speditionskaufmann und Unternehmer. Er leitete langjährig die damalige Handelsspedition J.H. Bachmann in Bremen und war seit 1954 dänischer Honorarkonsul in Bremen sowie von 1964 bis 1965 Präses der Handelskammer Bremen.

## Biografie
Nebelthau gehörte der Bremer Kaufmannsfamilie „Bachmann/Dubbers“ an, die seit der Firmengründung im Jahr 1775 im Besitz des Bremer Speditions- und Handelsbetriebs J.H. Bachmann (JHB) war. Nebelthau wurde in Halle an der Saale geboren und wuchs in Bremen auf, wo er 1921 am Alten Gymnasium sein Abitur ablegte. Danach absolvierte er eine kaufmännische Lehre in dem seit 1909 von seinem Onkel August Dubbers (1873–1959) geleiteten Familienunternehmen JHB und unternahm anschließend mehrere Studienreisen in die USA, Spanien, Frankreich und den Nahen Osten.
1931 begann Nebelthau als Prokurist bei J.H. Bachmann, 1937 wurde er Teilhaber des Familienunternehmens und trat neben seinem Onkel in die Firmenleitung ein. Unter ihrer gemeinsamen Leitung „überstand die Firma die Verluste während des Zweiten Weltkriegs und meisterte erfolgreich den Wiederaufbau in der Nachkriegszeit“. Das „Traditionsunternehmen“ wurde von Dubbers und Nebelthau neben den bisherigen Tätigkeitsschwerpunkten, wie Weinhandel, Kaffee- und Baumwollbeförderung sowie Lagerei, zu einer internationalen Spedition ausgebaut und stieg 1950 in das Luftfrachtgeschäft ein.
Nach dem Tod seines Onkels im Jahr 1959 übernahm Eduard Nebelthau die alleinige Leitung der Handelsspedition J.H. Bachmann, deren Tätigkeitsbereich er ab 1960 mit dem Aufbau von internationalen Repräsentanzen ausweitete. Später trat die Kauffrau Rita Dubbers-Albrecht in die Firma ein und übernahm als Nachfahrin von Johann Christoph Bachmann in sechster Generation die Leitung des Familienunternehmens.
Nebelthau wurde 1954 zum dänischen Honorarkonsul in Bremen ernannt; das dänische Konsulat in Bremen befand (und befindet) sich im Bremer Kontorhaus der Handelsspedition J.H. Bachmann, deren Inhaberfamilie „Dubbers“ traditionell seit 1865 die konsularische Vertretung Dänemarks in der Hansestadt Bremen wahrnimmt. Außerdem war er unter anderem von 1961 bis 1969 Vorsitzender des Vereins Bremer Spediteure sowie von 1964 bis 1965 Präses der Handelskammer Bremen.
Eduard Nebelthau war mit Wilhelma Hildegard, genannt Hilda, geborene Feldhusen, verheiratet. Er verstarb 1971 im Alter von 68 Jahren an einem Herzinfarkt, seine Frau hochbetagt im Jahre 2004. Das Ehepaar, das ihr Kind im Alter von 3 Jahren verloren hatte, war sehr kinderlieb. Mit ihrem Nachlass sind eine Reihe bremischer Einrichtungen bedacht und gefördert worden.

## Ehrungen

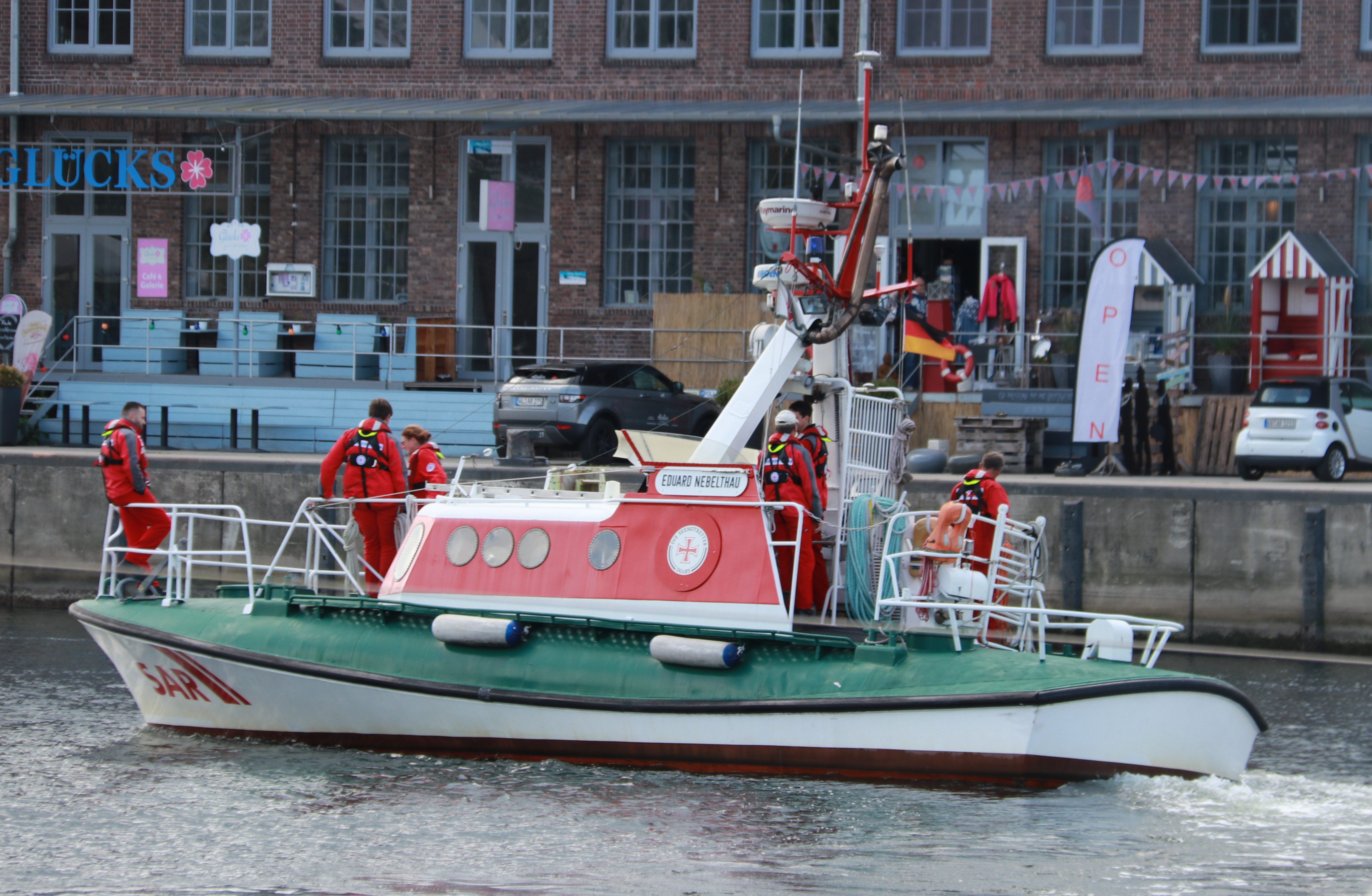
Das Seenotrettungsboot Eduard Nebelthau (2018)

- Seit 1972 trägt das Seenotrettungsboot Eduard Nebelthau der Deutschen Gesellschaft zur Rettung Schiffbrüchiger (DGzRS) seinen Namen. Die Kaufmannsfamilie „Bachmann/Dubbers“ war als Inhaberfamilie des Bremer „Traditionsunternehmens mit Bezug zur Seefahrt“, J.H. Bachmann, traditionell der in Bremen ansässigen DGzRS verbunden und förderte diese; so auch Eduard Nebelthau.
- Das im Bremer Ortsteil Lesum in Bremen-Burglesum gelegene Nebelthau-Gymnasium (auch Eduard-Nebelthau-Gymnasium), eine 2007 von der Stiftung Friedehorst gegründete evangelische Privatschule, wurde nach ihm benannt. Aus dem Nachlass der Eheleute Eduard und Hilda Nebelthau kam eine Anschubfinanzierung in Höhe von rund 500.000 Euro.[2][5]